# 塞凯罗
塞凯罗是葡萄牙波尔图区的一个堂区。总面积2.15平方公里，总人口1769人，人口密度822.8人/平方公里。